# 덱시아
덱시아(Dexia) 또는 덱시아그룹(Dexia Group)은 1996년 설립된 프랑스-벨기에의 금융 기관이다. 2010년을 정점으로 직원 수는 약 35,200명에 달했다.
2008년, 이 은행은 심각한 재정적 어려움에 직면했으며 2011년 유럽 국가 부채 위기에서 큰 부정적 영향을 입었다.
해결책의 일환으로 덱시아 뱅크 벨기에는 벨기에에 의해 덱시아 그룹으로부터 매수되어 운영을 계속해나가고 있으며 2012년 3월부터 새로운 이름 Belfius을 사용하고 있다.
2010년 포춘 글로벌 500의 총 소득 부문 기업 목록에서 덱시아는 49위로 순위를 올렸다.

## 같이 보기
- 파나마 페이퍼스